# Óriáskolibri
Az óriáskolibri (Patagona gigas) a madarak osztályának sarlósfecske-alakúak (Apodiformes) rendjébe és a kolibrifélék (Trochilidae) családjába tartozó Patagona nem egyetlen faja és egyben a legnagyobb termetű faj a kolibrifélék családjából.

## Rendszerezése
A fajt Louis Pierre Vieillot francia ornitológus írta le 1824-ben, a Trochilus nembe Trochilus gigas néven.

## Előfordulása
Dél-Amerikában Ecuadortól Chiléig és Nyugat-Argentínában honos. Az Andok kiegyenlítetebb hőmérsékletű félsivatagos területeinek lakója.

## Megjelenése
Testhossza 23 centiméter, szárnyfesztávolsága 21,5 centiméter. Csőre rövidebb, mint a hasonló termetű szuronyos kolibrié, súlya azonban nagyobb (18-24 gramm), így közel azonos termetük ellenére jóval testesebb madár benyomását kelti. Gyenge, kis lába csak az éjszakai üldögélésre alkalmas.
Testének felső része és farka zöldesbarna színű, hasa fehéres, szárnyának alja fehér, felső része pedig barna.

## Életmódja
Nektárral és virágporral táplálkozik. Szerepe van egyes virágok beporzásában is. Repülő rovarokat is elfog. Eléggé agresszív természetű faj, nagy testméretéből adódóan könnyedén megvédelmezi táplálkozóhelyeit a kisebb kolibrifajoktól.
Repülés közben csőrét leszámítva nagyon emlékeztet a sarlósfecskékre. A virágok előtt lebegve más kolibriknál lassabban csapkod a szárnyaikkal, így szárnymozgása szemmel látható. Gyakran le is száll a virágokra, amit a többi kolibri nemigen tesz meg. Mindez nagy méretének köszönhető (akkora, mint egy fekete rigó vagy egy seregély).
Nagy tömegének és kis fajlagos testfelszínének köszönhetően jó a hőszabályozása, így elviseli a hegyvidéki éghajlatot is. Hidegebb időkben lejjebb húzódik a hegyoldalakon.

## Szaporodása
Fák ágaira, bokrokra vagy kaktuszokra készíti mohából, zuzmóból álló meglepően kicsi, csésze alakú fészkét. Fészekalja többnyire két tojásból áll.

## További információ
- Képek az interneten a fajról
- Xeno-canto.org - a faj hangja és elterjedési térképe